# Derby Records
Derby Records è stata un'etichetta discografica statunitense, fondata da Larry Newton nel 1949.

## Descrizione
Il logo dell'etichetta presentava una bombetta (o "cappello derby"). Con sede per la prima volta a New York, si trasferì a Los Angeles (California) subito prima di chiudere nel 1964. L’etichetta offriva selezioni di vari stili di musica pop dell'epoca, tra cui il jazz, il rhythm and blues e il Western swing.
Gli artisti più popolari per la Derby sono stati il cantante Mel Carter, il sassofonista Freddie Mitchell, il cantante e artista di sessione Billy Preston e il pianista Vann "Piano Man" Walls. La cantante Jaye P. Morgan fece il suo debutto discografico per l'etichetta nel 1950. Sunny Gale ebbe un successo per l'etichetta 2 anni dopo con Wheel of Fortune, che raggiunse la 13ª posizione e vendette circa 50.000 copie.